# 處理有機氣體之流體化床
在製程的排氣中，處理有機氣體的方式有很多種，其中使用流體化床的方式已從1976年發展至今。處理有機氣體(以下簡稱VOCs)的目的主要分為二類，一是回收，另一個則是無害化後排放至大氣。一般來說，無害化的方式通常是使用焚化的處理方法，使VOCs變成二氧化碳後排放至大氣，通常使用這種方式，是非常簡易而有效果的方式，焚化的處理效率至少都可達到99%以上的去除效率。回收的方式，依據濃度的不同，分為冷凝回收與濃縮冷凝法。依據各種不同成份的飽和溫度對應的飽和濃度，低於飽和濃度以下的VOCs將無法被冷凝回收。流體化床則是可藉由其系統的特性，將VOCs濃縮，使VOCs的濃度高於飽和濃度，以便冷凝回收下來。
流體化床的技術核心是系統中所使用的活性碳，一般常見的活性碳，因耐磨耗特性不佳，無法使用在氣固相的流體化床中。
所謂流體化床，即是將系統中的活性碳(固體)，利用氣體由下往上移動的力量，將固體控制在吸附塔的機械結構孔板(tray板)上，使其不斷的上下跳動，一般而言，跳動的高度小於5公分。在不斷的跳動下，活性碳即擁有流體的特性。故稱為流體化床。
由於活性碳本身具有非常多的孔洞，孔洞由大到小。當空氣中的有機氣體分子接觸到活性碳時，即從表面附吸至孔洞裡，變成液態分子，此時氣體分子經過相變的過程，故會釋放出熱量，不過此熱量通常會比相變的潛熱還要來的大。一般的活性碳處理酮類等有機成份時，易有碳床著火的風險，此流體化床所使用的特殊活性碳，因其結構與成份，不會引發前述問題，加上系統本身流體化的特性，不蓄積熱源，故有極高的安全性。
在這個系統可分為簡單的四個部份，
第一個部份就是處理廢氣的吸附塔，活性碳在此完成吸附的過程，並將淨化過的廢氣排放至大氣。
第二個部份是脫附塔，吸附過溶劑的活性碳，在此完成脫附過程，將吸附在活性碳裡的溶劑釋放出來，通常會導入惰性氣體，將溶劑帶出系統。
第三個部份是冷凝器，其功能在將脫附塔脫出的有機溶劑，以低溫的冰水，將其冷凝成液態的有機溶劑，並做一個收集。
第四個部份是輸送器，其功能是將吸附塔內吸附過溶劑的活性碳輸送至脫附塔，並將脫附塔脫附過的活性碳輸送到吸附塔內。於是完成了一個連續的的吸脫附處理設備。
系統的應用場合針對於中高濃度的有機溶劑，有很好的應用性，
唯此系統仍有一些缺點，由於系統的設計條件，對於排氣風量的變化，只能承受較低的變動範圍。
對於成份複雜的排氣，不適合做為溶劑回收的系統，
粘性物質會造成活性碳流動性，與吸附性問題。

## 資料來源
吳羽化工技術資料